# Margot Loyola
Ana Margot Loyola Palacios "La Maestra"  (Linares, 15 de septiembre de 1918-Santiago, 3 de agosto de 2015) fue una folclorista, compositora, guitarrista, pianista, recopiladora e investigadora del folclore chilena. Para sus investigaciones, aplicó en terreno un método del más puro estilo antropológico y etnográfico, culminando con la escenificación de una estética.
Junto con Violeta Parra y Gabriela Pizarro, es considerada una de las tres investigadoras esenciales del folclor de Chile. Obtuvo el Premio Nacional de Artes Musicales de su país en 1994.

## Biografía

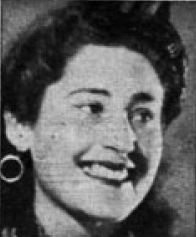
Margot Loyola en 1942

Hija de Recaredo Loyola, comerciante y bombero, y de Ana María Palacios, hija de farmacéutico, Margot Loyola realizó estudios de piano en el Conservatorio Nacional de Música de Chile, con Cristina Ventura, Rosita Renard y Elisa Gayán, y estudios de canto con Blanca Hauser.
Junto con su hermana Estela, formó su primer grupo musical, Las Hermanas Loyola, que se hizo conocido en los años 1940. De sus cursos dictados en la Universidad de Chile, surgieron los ballets folclóricos Loncurahue y Pucará, y el grupo Millaray. Posteriormente, de allí también surgieron el Ballet Folclórico Nacional Aucaman (1965), antecesor del Bafona, y el conjunto folclórico Cuncumén.
Entre sus variadas investigaciones, se destaca su estudio en 1952 de la resbalosa y la marinera en Perú para establecer comparaciones con la refalosa y la cueca chilenas. Entonces, trabajó con Porfirio Vásquez, el patriarca de la música negra, y estudió la cultura indígena peruana con José María Arguedas. En Argentina estudió con el musicólogo Carlos Vega, quien se convirtió en su gran maestro en el terreno de la investigación y con el cual llegaron a ser cercanos colaboradores. En Uruguay estudió con Lauro Ayestarán. En 1952, comenzó sus estudios sobre las danzas ceremoniales del norte chileno, con Rogelia Pérez, fundadora del baile Las Cuyacas. También trabajó con Los Morenos de Cavancha.
Investigó sobre el folclore de las más apartadas regiones de Chile. Recopiló y asimiló gran cantidad de material. Además, contó con la asesoría especializada de musicólogos y especialistas en folclore. Se la considera una artista e investigadora de gran talento y relieve. Creó una escuela en torno a los cantos y bailes tradicionales de Chile, convirtiéndose así en una relevante embajadora de la cultura chilena.

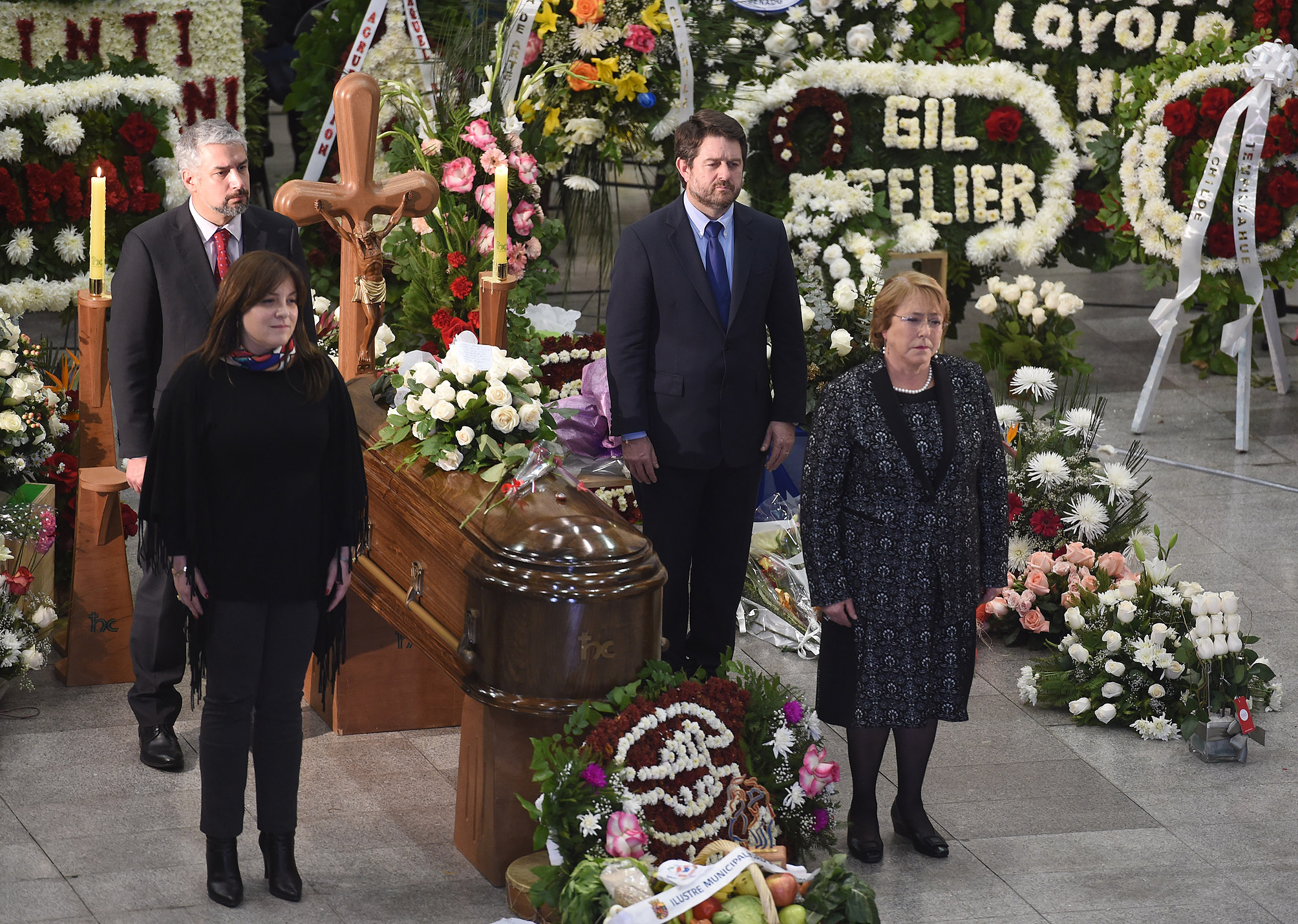
Velatorio de Loyola, con la presencia de la presidenta Michelle Bachelet.

Contrajo matrimonio con Osvaldo Cádiz, profesor de castellano y bailarín.
Tras su muerte, ocurrida el 3 de agosto de 2015, el gobierno de Chile decretó dos días de duelo oficial.

### Margot Loyola y Violeta Parra
Contemporánea y comadre de Violeta Parra —Margot fue madrina de Rosa Clara Arce Parra (1952-1954), la hija menor de Violeta—, juntas constituyen un dúo de profundas resonancias en la vida artística, cultural e incluso política del Chile de la segunda mitad del siglo XX. Ambas mujeres, nacidas en ciudades vecinas de la zona Central de Chile, representan un verdadero tesoro nacional, jamás igualado en el ámbito de la música folclórica, de la investigación del folclore, de la poesía popular y del canto popular. El inevitable encuentro entre Parra y Loyola, entre la incipiente solista y la consagrada maestra, ocurrió en 1952. Más claro queda con lo publicado en las páginas de la revista Ecran:

Margot Loyola, la conocida folklorista, acompañó a Violeta Parra hasta nuestra redacción, recomendándola fervorosamente como compositora, cantante e intérprete de la cueca campesina: «En Violeta hay un valor que tiene que ser reconocido», nos aseguró Margot con entusiasmo. «Como letrista y compositora es excepcional, encuadrando sus composiciones dentro de los moldes folklóricos». Tiene alrededor de treinta composiciones, que sólo ahora Margot le está escribiendo, pues Violeta no sabe música.
Ecran, 22 de diciembre de 1953

Ambas han sido inigualadas en la creación de una verdadera síntesis cultural chilena y en la recuperación, recreación y formación de la tradición de inmensa riqueza de Chile en cuanto a su cultura popular.

## Discografía

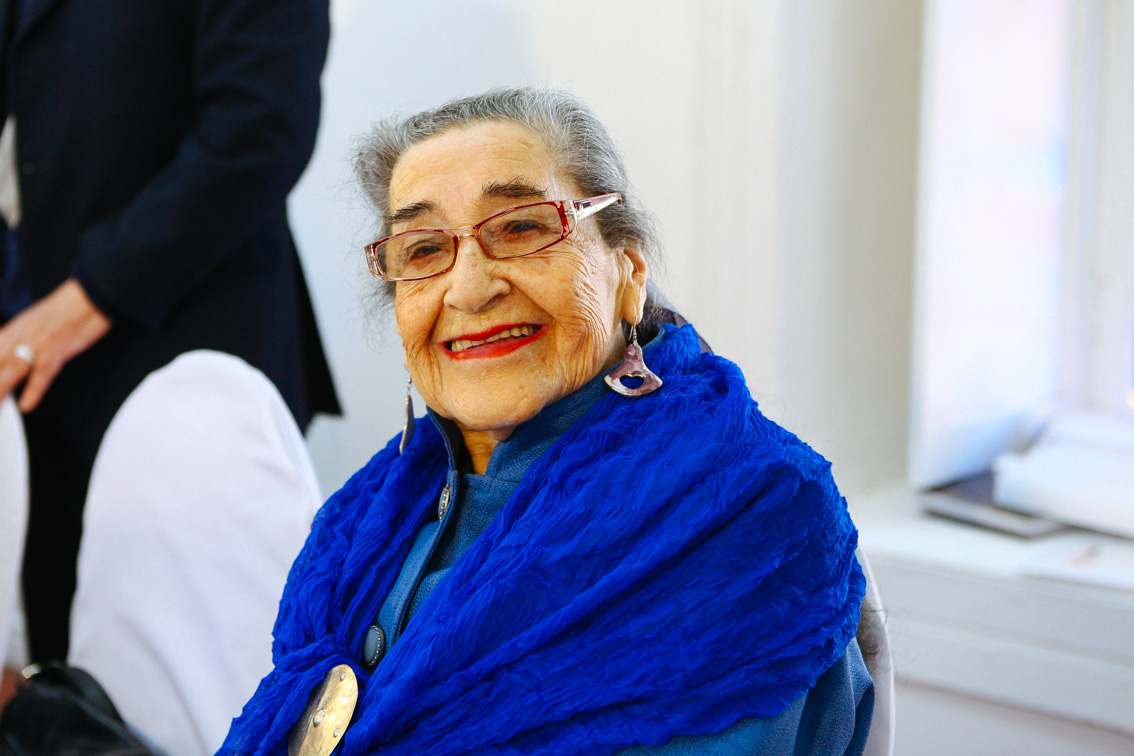
Loyola en 2013.

La discografía de la folclorista abarca más de una quincena de álbumes, además de participaciones en discos colectivos y colaboraciones con otros artistas.
- 1956 - Margot Loyola y su guitarra
- 1956 - Selección Folklórica
- 1964 - El amor y la cueca
- 1965 - Salones y chinganas del 900
- 1966 - Casa de canto
- 1968 - Tarapacá y Maule
- 1970 - Visión musical de Chile
- 1972 - Canciones del 900 (con Luis Advis)
- 1972 - Siete compositores chilenos
- 1974 - Margot Loyola
- 1985 - Igual rumbo (con Leda Valladares)
- 1986 - El couplet
- 1992 - Siempre Margot Loyola
- 1992 - Voces del Maule
- 1994 - Danzas tradicionales de Chile
- 1996 - Voces del Maule
- 2010 - Otras voces en mi voz (volumen 1)
- 2010 - Otras voces en mi voz (volumen 2)
- 2010 - ahora que estoy solita

### Recopilatorios
- 2006 - La tonada, testimonios para el futuro. Volumen 3
- 2011 - La cueca, danza de la vida y de la muerte. Volumen 4

### Colectivos
- 1965 - Primeros Juegos Municipales de la Canción
- 1977 - La gran noche del folklore
- 198? - Chile ríe y canta
- 1986 - La gran noche del folklore
- 2004 - Las 100 mejores canciones chilenas de todos los tiempos
- 2013 - Grandes del Folklore

## Videos
Sus actividades artísticas originaron los siguientes vídeos:
- 1994 Danzas tradicionales de Chile
- 1997 A lo humano
- 1999 La zamacueca
- 2001 Los del estribo, Cantos y danzas populares de Chile

## Publicaciones
Margot Loyola ha desarrollado múltiples actividades de estudio que han dado origen a diversos libros.
- 1980 - Bailes de tierra
- 1994 - El cachimbo
- 2006 - La tonada: Testimonios para el futuro
- 2010 - La cueca, danza de la vida y de la muerte (con Osvaldo Cádiz)
- 2014 - 50 danzas tradicionales y populares de Chile (Con Osvaldo Cádiz)

## Homenajes y distinciones

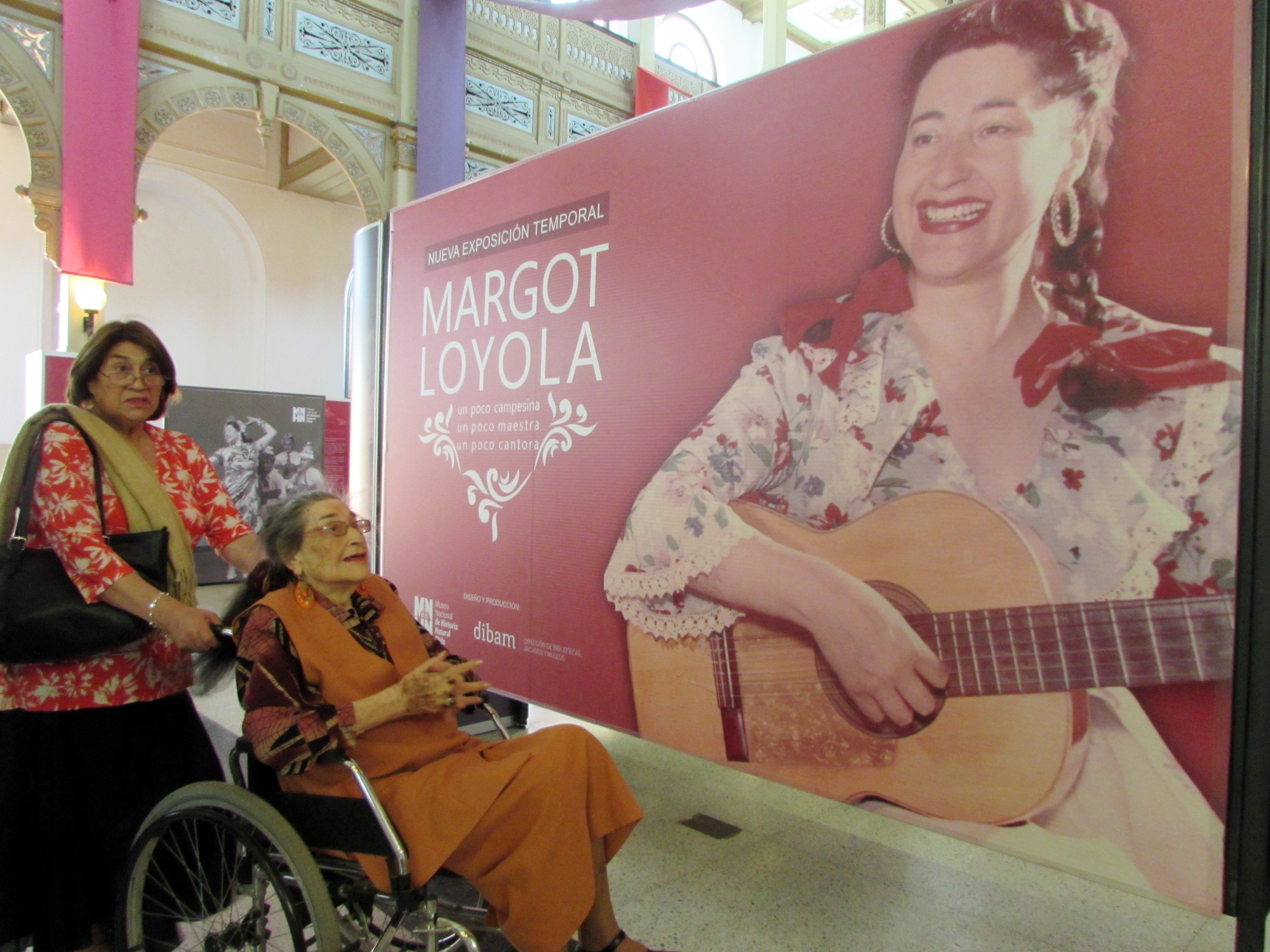
Margot Loyola visitando la exposición «Un poco campesina, un poco maestra, un poco cantora», que el Museo Nacional de Historia Natural organizó en su honor en 2014.

Desde 1972 se desempeñó como maestra de las cátedras de folclor y etnomúsica en el Instituto de Música de la Pontificia Universidad Católica de Valparaíso (PUCV), misma casa de estudios que en 1998 la nombró profesora emérita y que en 2006 la invistió con el grado de doctora honoris causa. En su Fondo de Investigación y Documentación de Música Tradicional Chilena Margot Loyola Palacios, la PUCV alberga material de investigación, documentación y difusión de música chilena, principalmente, de tradición oral; gran parte de ello, recopilado por la propia Margot Loyola. En 1972 fue designada académica de la Universidad de Chile. 
En 1990 recibió el premio APES, otorgado por la Asociación de Periodistas de Espectáculos de Chile como la mejor intérprete en el género folclórico. A fines de 1993, se le entregó la distinción «figura fundamental de la música chilena» de parte de la SCD. En 1994 fue galardonada con el Premio Nacional de Artes Musicales, siendo la primera folclorista en Chile que obtuvo dicho reconocimiento. En 1996 recibió la Orden al Mérito Docente y Cultural Gabriela Mistral, en el grado de Gran Oficial, siendo el reconocimiento más alto que se otorga a personalidades nacionales y extranjeras de gran jerarquía intelectual que han prestado servicios eminentes a la Educación o a la Cultura y cuya labor docente o artística es de indiscutible reconocimiento público. En 1997 recibió la medalla “Cruz de Bullaca al Gran Comendador”, otorgada por el gobierno de la República de Colombia, en reconocimiento a su incansable preocupación por el folclore latinoamericano.
En 2001 fue galardonada con el Premio a lo Chileno, reconocimiento instituido por la empresa IANSA; el Premio Chiloé de Extensión Cultural 2005, y recibió la distinción Pablo Neruda otorgada por el Consejo Nacional de la Cultura y las Artes en diciembre de 2005. En junio de 2010, la Universidad Arturo Prat de Iquique le otorgó el título honorífico de doctora honoris causa en reconocimiento a la labor pionera que desplegara más de medio siglo antes en la investigación y difusión de las culturas pampina y andina de la zona.
En 2014, el Museo Nacional de Historia Natural realizó una exposición llamada «Margot Loyola, un poco campesina, un poco maestra, un poco cantora», que se transformó en casi el único homenaje en vida que recibió la folclorista, y que celebra y pone en valor su obra y su legado. Además de esta exposición, este museo alberga la colección Loyola-Cádiz, donada a esta institución, y que contiene objetos tales como instrumentos musicales, fotografías, discografía, objetos textiles, entre otros. Esta exposición también se presentó en otros museos de la Dibam, como el Museo de Arte y Artesanía de Linares y el Museo de Historia Natural de Valparaíso.
Asimismo, a lo largo de su vida fue nombrada Hija Ilustre de muchas ciudades de Chile, entre ellas, Valparaíso y su natal Linares.
Fueron declarados dos días de luto tras su fallecimiento. En 2016 el Gobierno de Chile instauró el «Día Nacional de la Cultura Folclórica», a celebrarse el día 15 de septiembre —fecha de nacimiento de Loyola—, y el Premio Margot Loyola, entregado a quienes «hayan trabajado en la recuperación y enriquecimiento de la cultura tradicional».
En 2018, el cantautor Gepe grabó el álbum "Folclor Imaginario", con una selección de canciones seleccionadas entre las que recuperó y grabó Loyola.